# Trichopagis
Trichopagis là một chi nhện trong họ Thomisidae.